# Liên hoan phim Cannes 2012
Liên hoan phim Cannes 2012, là liên hoan phim Cannes lần 65, tổ chức từ 16 đến 27 tháng 5 năm 2012, với bộ phim công chiếu mở màn Moonrise Kingdom, và phim của đạo diễn Michael Haneke với tên Love đã giành giải Cành cọ vàng.

## Các phim ứng viên Cành cọ vàng
| Tên Tiếng Anh                   | Tên gốc                            | Đạo diễn          | Quốc gia sản xuất                             |
| ------------------------------- | ---------------------------------- | ----------------- | --------------------------------------------- |
| Moonrise Kingdom (opening film) | —                                  | Wes Anderson      | United States                                 |
| Rust and Bone                   | De rouille et d'os                 | Jacques Audiard   | France, Bỉ                                    |
| Holy Motors                     | —                                  | Leos Carax        | France, Germany                               |
| Cosmopolis                      | —                                  | David Cronenberg  | France, Canada                                |
| The Paperboy                    | —                                  | Lee Daniels       | United States                                 |
| Killing Them Softly             | —                                  | Andrew Dominik    | United States                                 |
| Reality                         | —                                  | Matteo Garrone    | Italy, France                                 |
| Love                            | Amour                              | Michael Haneke    | France, Germany, Austria                      |
| Lawless                         | —                                  | John Hillcoat     | United States                                 |
| In Another Country              | 다른 나라에서, Da-Reun Na-Ra-e-Suh | Hong Sang-soo     | South Korea                                   |
| The Taste of Money              | 돈의 맛, Donui Mat                 | Im Sang-soo       | South Korea                                   |
| Like Someone in Love            | ライク・サムワン・イン・ラブ       | Abbas Kiarostami  | France, Japan                                 |
| The Angels' Share               | —                                  | Ken Loach         | United Kingdom, France, Bỉ, Italy             |
| In the Fog                      | В тумане, V tumane                 | Sergei Loznitsa   | Germany, Russia, Latvia, Netherlands, Belarus |
| Beyond the Hills                | După dealuri                       | Cristian Mungiu   | Romania, France, Bỉ                           |
| After the Battle                | بعد الموقعة, Baad el Mawkeaa       | Yousry Nasrallah  | Egypt, France                                 |
| Mud                             | —                                  | Jeff Nichols      | United States                                 |
| You Ain't Seen Nothin' Yet!     | Vous n'avez encore rien vu         | Alain Resnais     | France, Germany                               |
| Post Tenebras Lux               | —                                  | Carlos Reygadas   | Mexico, France, Germany, Netherlands          |
| On the Road                     | Sur la route                       | Walter Salles     | Brazil, France, United Kingdom, United States |
| Paradise: Love                  | Paradies: Liebe                    | Ulrich Seidl      | Austria, Germany, France                      |
| The Hunt                        | Jagten                             | Thomas Vinterberg | Denmark, Sweden                               |

### Trong cạnh tranh Một góc nhìn
The following films were screened in the Un Certain Regard section:
| Tên Tiếng Anh                        | Tên gốc                                                                            | Đạo diễn                                                                                             | Quốc gia sản xuất  |
| ------------------------------------ | ---------------------------------------------------------------------------------- | --- | ------------------ |
| Miss Lovely*                         | —                                                                                  | Ashim Ahluwalia                                                                                      | India              |
| La Playa DC*                         | La Playa                                                                           | Juan Andrés Arango                                                                                   | Colombia           |
| God's Horses                         | Les Chevaux De Dieu                                                                | Nabil Ayouch                                                                                         | Morocco            |
| Children of Sarajevo                 | Djeca                                                                              | Aida Begić                                                                                           | Bosnia-Herzegovina |
| Renoir                               | Renoir                                                                             | Gilles Bourdos                                                                                       | France             |
| Three Worlds                         | Trois monde                                                                        | Catherine Corsini                                                                                    | France             |
| Antiviral*                           | —                                                                                  | Brandon Cronenberg                                                                                   | Canada             |
| 7 Days in Havana                     | 7 días en La Habana                                                                | Julio Médem Laurent Cantet Juan Carlos Tabío Benicio del Toro Gaspar Noé Pablo Trapero Elia Suleiman | Spain              |
| Le grand soir                        | Le grand soir                                                                      | Benoît Delépine, Gustave de Kervern                                                                  | France             |
| Laurence Anyways                     | —                                                                                  | Xavier Dolan                                                                                         | Canada             |
| Después de Lucía                     | Después de Lucía                                                                   | Michel Franco                                                                                        | Mexico             |
| Gimme the Loot*                      | Gimme the Loot                                                                     | Adam Leon                                                                                            | United States      |
| Loving Without Reason                | Aimer à perdre la raison                                                           | Joachim Lafosse                                                                                      | France, Bỉ         |
| Student                              | —                                                                                  | Darezhan Omirbaev                                                                                    | Kazakhstan         |
| The Pirogue                          | La Pirogue                                                                         | Moussa Toure                                                                                         | Senegal            |
| White Elephant                       | Elefante blanco                                                                    | Pablo Trapero                                                                                        | Argentina          |
| Confession of a Child of the Century | La confession d'un enfant du siècle                                                | Sylvie Verheyde                                                                                      | France             |
| 11:25 The Day He Chose His Own Fate  | 自決の日 三島由紀夫と若者たち, 11.25 Jiketsu no Hi: Mishima Yukio to Wakamonotachi | Kōji Wakamatsu                                                                                       | Japan              |
| Mystery                              | 浮城谜事                                                                           | Lou Ye                                                                                               | China              |
| Beasts of the Southern Wild*         | —                                                                                  | Benh Zeitlin                                                                                         | United States      |

### Ngoài cạnh tranh
The following films were screened out of competition:
| Tên Tiếng Anh                      | Tên gốc              | Đạo diễn                               | Quốc gia sản xuất |
| ---------------------------------- | -------------------- | -------------------------------------- | ----------------- |
| Me and You                         | Io e te              | Bernardo Bertolucci                    | Italy             |
| Madagascar 3: Europe's Most Wanted | —                    | Eric Darnell Tom McGrath Conrad Vernon | United States     |
| Hemingway & Gellhorn               | Hemingway & Gellhorn | Philip Kaufman                         | United States     |
| Thérèse Desqueyroux (closing film) | Thérèse Desqueyroux  | Claude Miller                          | France            |

Midnight Screenings
| Tên Tiếng Anh           | Tên gốc                 | Đạo diễn        | Quốc gia sản xuất     |
| ----------------------- | ----------------------- | --------------- | --------------------- |
| Dario Argento's Dracula | Dario Argento's Dracula | Dario Argento   | Italy, France, Spain  |
| The Sapphires*          | The Sapphires           | Wayne Blair     | Australia             |
| Maniac                  | Maniac                  | Franck Khalfoun | United States, France |
| For Love's Sake         | 愛と誠, Ai to Makoto    | Takashi Miike   | Japan                 |

## Các giải thưởng chính
- Cành cọ vàng (PALME D'OR)

Amour – Michael Haneke - Áo, Đức, Pháp
- Giải thưởng lớn (GRAND PRIX)

Reality – Matteo Garrone - Ý
- Giải của ban giám khảo (PRIX DU JURY)

The Angels' Share – Ken Loach - Anh, Pháp
- Giải đạo diễn xuất sắc (PRIX DE LA MISE EN SCENE)

Carlos Reygadas – Post Tenebras Lux
- Nam diễn viên xuất sắc (PRIX D'INTERPRETATION MASCULINE)

Mads Mikkelsen – Jagten (The Hunt)
- Nữ diễn viên xuất sắc (PRIX D'INTERPRETATION FEMININE)

Cristina Flutur và Cosmina Stratan – Dupã Dealuri (Beyond the Hills)
- Kịch bản xuất sắc (PRIX DU SCENARIO)

Cristian Mungiu – Dupã Dealuri (Beyond the Hills)
- Phim ngắn xuất sắc (PALME D'OR DU COURT METRAGE)

Sessiz-Be Deng (Silent) – L. Rezan Yesilbas
- Quay phim vàng (CAMÉRA D'OR)

Beasts of the Southern Wild – Benh Zeitlin
Giải phụ "Một cách nhìn" (UN CERTAIN REGARD)
Phim xuất sắc nhất (BEST FILM):
Después de Lucía (After Lucia) – Michel Franco
Giải đặc biệt của ban giám khảo (SPECIAL JURY PRIZE):
Le Grand Soir (The Big Night) – Benoît Delépine, Gustave Kervern
Nữ diễn viên xuất sắc (BEST ACTRESS):
Suzanne Clément – Laurence Anyways
Nữ diễn viên xuất sắc (BEST ACTRESS):
Émilie Dequenne – À perdre la raison (Loving Without Reason)
Giải độc đáo của ban giám khảo (SPECIAL DISTINCTION OF THE JURY):
Djeca(Children of Sarajevo) – Aida Begic